# Fellow (emulador)
Fellow es un emulador diseñado para ejecutar programas de Amiga.
Fue publicado un poco después de la primera versión funcional de UAE. La comptetitividad entre estos dos proyectos, hizo que se ambos se beneficiasen. Originalmente existía una versión para DOS, aunque las versiones para Windows y Linux están en desarrollo.